# Carlota Dobaño Lázaro
Carlota Dobaño Lázaro   (el Prat de Llobregat, 1969) és una científica catalana experta en l'estudi i el tractament de la malària, matèria sobre la qual ha publicat més de cent treballs en revistes científiques i congressos.
Llicenciada en Farmàcia i Farmacologia per la Universitat de Barcelona el 1992, es va doctorar a la Universitat d’Edimburg el 1999. Posteriorment es va traslladar als Estats Units, on fins al 2002 va treballar en el desenvolupament de la vacuna de la malària al Centre de recerca mèdic naval. Des del 2003 treballa a ISGlobal, i el 2021 era la cap del grup de recerca en Immunologia d'aquest institut.
És la membre més jove de la història de la Reial Acadèmia de Farmàcia de Catalunya (RAFC), on va ingressar el 2014 amb un discurs sobre la vacunació contra la malària.
Guardonada amb el Premi Ciutat del Prat el 2014, va ser la pregonera de la festa major del Prat de Llobregat del 2021.